# Departamento creativo
Un departamento creativo es un equipo de personas que crean campañas de publicidad utilizando su creatividad y sin perder de vista los objetivos planteados por el cliente. En muchas agencias se manejan con un director creativo o estratégico que marca las pautas de la campaña y supervisa el proceso.
Para llegar a una campaña publicitaria o una pieza creativa generalmente se presentan varias opciones para presentar al cliente, el cual decide cual cree más conveniente para su marca o producto.
En realidad, que acepten un producto (o un partido o una religión) no depende sólo de la publicidad, ella es una variable más en la toma de decisión del consumidor (entiéndase en su acepción más amplia), en ocasiones la menos importante. En ningún caso tiene sentido reconocerle a la campaña todo el éxito, el fracaso o la responsabilidad.
La misión de este departamento es:
Crear la idea que transmita el mensaje básico de la campaña.
Expresar esa idea de manera que sea lo más persuasiva posible en su adaptación a cada medio.
Diseñar el material de presentación al cliente.
Supervisar la realización del material audiovisual y gráfico de la campaña.
Para dar con la idea los creativos trabajan junto al planner, investigación y cuentas. Para plasmar esa idea tienen que contar con las áreas de producción y medios. La dificultad estriba en que el mensaje debe concentrar la voluntad del cliente y las expectativas de su público, más toda la información manejada por la agencia.
Puede decirse que los creativos tienen muchas limitaciones. Entre ellas deben atenerse, en primer lugar, a la estrategia que se ha definido, normalmente entre el anunciante y la agencia. En segundo, a las condiciones de tiempo/espacio contratado en los medios, que se miden en segundos o en centímetros. En tercero, al criterio del anunciante y a su calendario y presupuesto, que pueden condicionar la producción de la idea.
La estructura de este departamento es sencilla:
Un director creativo (ejecutivo), responsable de la dirección del departamento, de la metodología y el estilo creativo de la agencia y de la supervisión de los equipos.
Uno o varios equipos creativos, formados por un director de arte y un copy. El director de arte se ocupa de traducir el contenido en imágenes, el copy crea los textos que aparecen en la campaña. Las aportaciones de uno y otro debe conseguir una combinación coherente. Por eso siempre se habla de la necesaria compenetración entre estos dos profesionales.
Pueden nombrarse directores creativos asociados que ocupan un nivel intermedio entre la dirección del departamento y los equipos creativos. Es adecuado en caso de que la dimensión de la agencia lo requiera o que se tengan cuentas (ya sabes, clientes) que requieran algún tipo de especialización.
El departamento creativo mantiene contacto directo con el departamento de producción, responsable de transformar las ideas en mensajes reales. Como ya dijimos, resuelve artística y técnicamente la realización del mensaje adaptándolo a cada uno de los medios elegidos para difundirlo.
Frecuentemente esta tarea recae sobre una persona, el producer, o coordinador de la realización. En caso de no existir, serán los creativos quienes asuman esta función. Ello incluye la selección de los colaboradores necesarios para la producción gráfica (estudios de diseño, fotógrafos, fotomecánicas, imprentas ...) y audiovisual (estudios de audio, empresas de casting, productoras de pre y prostproducción ...)
- Datos: Q5802846